# Бадмінтон на літніх Олімпійських іграх 2016 — кваліфікація
У цій статті представлені подробиці кваліфікаційного відбору на змагання з бадмінтону на літніх Олімпійських іграх 2016. Період кваліфікації тривав від 4 травня 2015 до 1 травня 2016 року і для остаточного розподілу місць використано рейтинг-лист Всесвітньої федерації бадмінтону опублікований 5 травня 2016 року. На відміну від попередніх ігор кожен НОК зміг виставити не більш як по два спортсмени у жіночому і чоловічому одиночних розрядах, якщо обидва вони входять у чільні шістнадцятки рейтингу; в іншому випадку кожен НОК отримував по одній квоті, щоб сформувати список із 38-ми гравців. Подібні правила застосовуються і для пар, кожен НОК міг виставляти по дві пари, якщо вони належать до чільної вісімки рейтингу, а решту на решту місць НОК могли виставляти по одній парі, щоб сформувати список із 16-ти пар.

## Кваліфікаційні критерії
Кваліфікація на ці Олімпійські ігри базувалася на рейтинг-листах Всесвітньої федерації бадмінтону станом на 5 травня 2016 року, за якими визначилися 16 пар у кожній парній дисципліні й 38 учасників у кожному одиночному розряді, згідно з такими критеріями:
- Одиночний розряд:
  - Рейтинг 1-16: гравців вибирають по черзі. Кожен НОК може виставити по два учасники, за умови, що вони входять до чільної шістнадцятки.
  - Рейтинг 17 і нижче: гравців вибирають по черзі. Кожен НОК може виставити по одному учаснику.
- Парний розряд:
  - Рейтинг 1–8: пари вибирають по черзі. Кожен НОК може виставити по дві пари в кожному розряді, за умови, що вони входять до чільної вісімки.
  - Рейтинг 9 і нижче: пари вибирають по черзі. Кожен НОК може виставити по одній парі в кожному розряді.

Кожній з п'яти континентальних федерацій гарантовано принаймні по одному місцю в кожній з п'яти дисциплін. Якщо це не забезпечується внаслідок описаного вище відбору, то на олімпіаду потрапляє спортсмен або пара з найвищим рейтингом на відповідному континенті. Але за цією системою від кожного НОК можуть пройти представники не більш як у дві дисципліни. Якщо ж проходить більше спортсменів, то НОК вибирає дві дисципліни, а інші квоти передає наступному за рейтингом НОК.
Країні-господарці, Бразилії гарантовано по одному представникові в жіночому і чоловічому індивідуальному розрядах, але дозволено виставляти більш як по два гравці, якщо вони проходять кваліфікацію. Шість місць (три в жіночому одиночному розряді і три — в чоловічому) може розподіляти тристороння комісія.

## Країни
| Країна                  | Чоловіки         | Чоловіки      | Жінки            | Жінки         | Мікст | Квоти |
| Країна                  | Одиночний розряд | Парний розряд | Одиночний розряд | Парний розряд | Мікст | Квоти |
| ----------------------- | ---------------- | ------------- | ---------------- | ------------- | ----- | ----- |
| Австрія (AUT)           | 1                |               | 1                |               |       | 2     |
| Бельгія (BEL)           | 1                |               | 1                |               |       | 2     |
| Болгарія (BUL)          |                  |               | 1                | 2             |       | 3     |
| Бразилія (BRA)          | 1                |               | 1                |               |       | 2     |
| Бруней (BRU)            | 1                |               |                  |               |       | 1     |
| Велика Британія (GBR)   | 1                | 2             | 1                | 2             | 2     | 8     |
| Угорщина (HUN)          |                  |               | 1                |               |       | 1     |
| В'єтнам (VIE)           | 1                |               | 1                |               |       | 2     |
| Гватемала (GUA)         | 1                |               |                  |               |       | 1     |
| Німеччина (GER)         | 1                | 2             | 1                | 2             | 2     | 8     |
| Гонконг (HKG)           | 2                |               | 1                | 2             | 2     | 7     |
| Данія (DEN)             | 2                | 2             | 1                | 2             | 2     | 9     |
| Ізраїль (ISR)           | 1                |               |                  |               |       | 1     |
| Індія (IND)             | 1                | 2             | 2                | 2             |       | 7     |
| Індонезія (INA)         | 1                | 2             | 1                | 2             | 4     | 10    |
| Ірландія (IRL)          | 1                |               | 1                |               |       | 2     |
| Іспанія (ESP)           | 1                |               | 1                |               |       | 2     |
| Італія (ITA)            |                  |               | 1                |               |       | 1     |
| Канада (CAN)            | 1                |               | 1                |               |       | 2     |
| Китай (CHN)             | 2                | 4             | 2                | 4             | 4     | 16    |
| Куба (CUB)              | 1                |               |                  |               |       | 1     |
| Литва (LTU)             |                  |               | 1                |               |       | 1     |
| Маврикій (MRI)          |                  |               | 1                |               |       | 1     |
| Малайзія (MAS)          | 1                | 2             | 1                | 2             | 2     | 8     |
| Нідерланди (NED)        |                  |               |                  | 2             | 2     | 4     |
| Польща (POL)            | 1                | 2             |                  |               | 2     | 5     |
| Португалія (POR)        | 1                |               | 1                |               |       | 2     |
| Росія (RUS)             | 1                | 2             | 1                |               |       | 4     |
| Сінгапур (SIN)          | 1                |               | 1                |               |       | 2     |
| Суринам (SUR)           | 1                |               |                  |               |       | 1     |
| США (USA)               | 1                | 2             | 1                | 2             | 2     | 8     |
| Таїланд (THA)           | 1                |               | 2                | 2             | 2     | 7     |
| Китайський Тайбей (TPE) | 1                | 2             | 1                |               |       | 4     |
| Туреччина (TUR)         |                  |               | 1                |               |       | 1     |
| Україна (UKR)           | 1                |               | 1                |               |       | 2     |
| Фінляндія (FIN)         |                  |               | 1                |               |       | 1     |
| Франція (FRA)           | 1                |               | 1                |               |       | 2     |
| Чехія (CZE)             | 1                |               | 1                |               |       | 2     |
| Швейцарія (SUI)         |                  |               | 1                |               |       | 1     |
| Швеція (SWE)            | 1                |               |                  |               |       | 1     |
| Шрі-Ланка (SRI)         | 1                |               |                  |               |       | 1     |
| Естонія (EST)           | 1                |               | 1                |               |       | 2     |
| ПАР (RSA)               | 1                |               |                  |               |       | 1     |
| Південна Корея (KOR)    | 2                | 4             | 2                | 4             | 2     | 14    |
| Японія (JPN)            | 1                | 2             | 2                | 2             | 2     | 9     |
| Загалом: 45 НОК         | 40               | 30            | 40               | 32            | 30    | 169   |

## Спортсмени, що кваліфікувались

### Одиночний розряд (чоловіки)
| Номер | Місце в рейтингу | Гравець                    | Країна                  | Нотатки                                 |
| ----- | ---------------- | -------------------------- | ----------------------- | --------------------------------------- |
| 1     | 1                | Чень Лун                   | Китай (CHN)             |                                         |
| 2     | 2                | Лі Чон Вей                 | Малайзія (MAS)          |                                         |
| 3     | 3                | Лінь Дань                  | Китай (CHN)             |                                         |
| 4     | 4                | Віктор Аксельсен           | Данія (DEN)             |                                         |
| 5     | 5                | Ян Естергард Єргенсен      | Данія (DEN)             |                                         |
| 6     | 7                | Чжоу Дяньчжень             | Китайський Тайбей (TPE) |                                         |
| 7     | 8                | Томмі Сугіарто             | Індонезія (INA)         |                                         |
| 8     | 9                | Сон Ван Хо                 | Південна Корея (KOR)    |                                         |
| 9     | 10               | Ин Калун                   | Гонконг (HKG)           |                                         |
| 10    | 11               | Шрікант Кідамбі            | Індія (IND)             |                                         |
| 11    | 12               | Марк Цвіблер               | Німеччина (GER)         |                                         |
| 12    | 14               | Ху Юнь                     | Гонконг (HKG)           |                                         |
| 13    | 15               | Раджив Усеф                | Велика Британія (GBR)   |                                         |
| 14    | 16               | Лі Дон Кин                 | Південна Корея (KOR)    |                                         |
| 15    | 20               | Бунсак Понсана             | Таїланд (THA)           |                                         |
| 16    | 27               | Сьо Сасакі                 | Японія (JPN)            |                                         |
| 17    | 32               | Нгуєн Тьєн Мін             | В'єтнам (VIE)           |                                         |
| 18    | 35               | Пабло Абіан                | Іспанія (ESP)           |                                         |
| 19    | 40               | Бріс Левердес              | Франція (FRA)           |                                         |
| 20    | 42               | Рауль Муст                 | Естонія (EST)           |                                         |
| 21    | 48               | Кевін Кордон               | Гватемала (GUA)         |                                         |
| 22    | 49               | Генрі Хурскайнен           | Швеція (SWE)            |                                         |
| 23    | 51               | Юхань Тань                 | Бельгія (BEL)           |                                         |
| 24    | 52               | Володимир Мальков          | Росія (RUS)             |                                         |
| 25    | 56               | Адріан Дзелко              | Польща (POL)            |                                         |
| 26    | 58               | Міша Зільберман            | Ізраїль (ISR)           |                                         |
| 27    | 59               | Ослені Герреро             | Куба (CUB)              |                                         |
| 28    | 60               | Ігор Коелью де Олівейра    | Бразилія (BRA)          |                                         |
| 29    | 61               | Скотт Еванс                | Ірландія (IRL)          |                                         |
| 30    | 62               | Почтарьов Артем Сергійович | Україна (UKR)           |                                         |
| 31    | 63               | Дерек Вон Зі Лян           | Сінгапур (SIN)          |                                         |
| 32    | 64               | Говард Шу                  | США (USA)               |                                         |
| 33    | 65               | Педру Мартіньш             | Португалія (POR)        | Перерозподілена квота країни-господарки |
| 34    | 68               | Давід Оберностерер         | Австрія (AUT)           | Перерозподілена квота в парному розряді |
| 35    | 70               | Мартін Джуффре             | Канада (CAN)            | Перерозподілена квота в парному розряді |
| 36    | 72               | Петр Коукал                | Чехія (CZE)             | Перерозподілена квота в парному розряді |
| 37    | 73               | Ліно Муньйос               | Мексика (MEX)           | Перерозподілена континентальна квота    |
| 38    | 78               | Джейкоб Малікал            | ПАР (RSA)               | Африка                                  |
| 39    | 95               | Нілука Карунаратне         | Шрі-Ланка (SRI)         | Запрошення тристоронньої комісія        |
| —     | 133              | Ашвант Гобінатан           | Австралія (AUS)         | Океанія                                 |
| —     | 254              | Ділан Соеджаса             | Нова Зеландія (NZL)     | Океанія                                 |
| 40    | 280              | Сорен Опті                 | Суринам (SUR)           | Запрошення тристоронньої комісія        |
| 41    | 406              | Яспар Юй Ун                | Бруней (BRU)            | Запрошення тристоронньої комісія        |

### Парний розряд (чоловіки)
| Номер | Місце в рейтингу | Гравці              | Гравці           | Країна                  | Нотатки    |
| ----- | ---------------- | ------------------- | ---------------- | ----------------------- | ---------- |
| 1     | 1                | Лі Йон Де           | Ю Йон Сон        | Південна Корея (KOR)    |            |
| 2     | 2                | Хендра Сетьяван     | Мохаммад Ахсан   | Індонезія (INA)         |            |
| 3     | 3                | Фу Хайфен           | Чжан Нань        | Китай (CHN)             |            |
| 4     | 4                | Кім Кі Чон          | Кім Са Ран       | Південна Корея (KOR)    |            |
| 5     | 5                | Чай Бяо             | Хун Вей          | Китай (CHN)             |            |
| 6     | 7                | Хіроюкі Ендо        | Кеніті Хаякава   | Японія (JPN)            |            |
| 7     | 8                | Матіас Бое          | Карстен Могенсен | Данія (DEN)             |            |
| 8     | 10               | Володимир Іванов    | Іван Созонов     | Росія (RUS)             |            |
| 9     | 14               | Гох Вей Шем         | Тан Ві Кйонг     | Малайзія (MAS)          |            |
| 10    | 18               | Лі Шенму            | Цай Цзяїсінь     | Китайський Тайбей (TPE) |            |
| 11    | 19               | Маркус Елліс        | Кріс Ленгрідж    | Велика Британія (GBR)   |            |
| 12    | 20               | Ману Аттрі          | Б. Суміт Редді   | Індія (IND)             |            |
| 13    | 27               | Адам Цваліна        | Пшемислав Ваха   | Польща (POL)            |            |
| 14    | 28               | Міхаель Фухс        | Йоганнес Шеттлер | Німеччина (GER)         |            |
| 15    | 35               | Саттават Понгнаїрат | Філліп Чу        | США (USA)               | Панамерика |
| 16    | 46               | Меттью Чау          | Саван Серасіньє  | Австралія (AUS)         | Океанія    |

### Одиночний розряд (жінки)
| Номер | Місце в рейтингу | Гравчиня                 | Країна                  | Нотатки                                          |
| ----- | ---------------- | ------------------------ | ----------------------- | ------------------------------------------------ |
| 1     | 1                | Кароліна Марін           | Іспанія (ESP)           |                                                  |
| 2     | 2                | Ратчханок Інтанон        | Таїланд (THA)           |                                                  |
| 3     | 3                | Лі Сюежуй                | Китай (CHN)             |                                                  |
| 4     | 4                | Ван Іхань                | Китай (CHN)             |                                                  |
| 5     | 5                | Окухара Нодзомі          | Японія (JPN)            |                                                  |
| 6     | 8                | Сун Джи Хюн              | Південна Корея (KOR)    |                                                  |
| 7     | 6                | Саїна Невал              | Індія (IND)             |                                                  |
| 8     | 9                | Дай Цзиїн                | Китайський Тайбей (TPE) |                                                  |
| 9     | 10               | Пусарла Венката Сінду    | Індія (IND)             |                                                  |
| 10    | 11               | Акане Ямагуті            | Японія (JPN)            |                                                  |
| 11    | 14               | Бе Йон Джу               | Південна Корея (KOR)    |                                                  |
| 12    | 16               | Порнтіп Буранапрасертсук | Таїланд (THA)           |                                                  |
| 13    | 17               | Кірсті Гілмур            | Велика Британія (GBR)   |                                                  |
| 14    | 18               | Мішель Лі                | Канада (CAN)            |                                                  |
| 15    | 22               | Ліндавені Фанетрі        | Індонезія (INA)         |                                                  |
| 16    | 26               | Карін Шнасе              | Німеччина (GER)         |                                                  |
| 17    | 27               | Ліне К'ярсфельдт         | Данія (DEN)             |                                                  |
| 18    | 29               | Ті Цзин'ї                | Малайзія (MAS)          |                                                  |
| 19    | 30               | Іп Пуї Інь               | Гонконг (HKG)           |                                                  |
| 20    | 33               | Айріс Ван                | США (USA)               |                                                  |
| 21    | 35               | Лян Сяоюй                | Сінгапур (SIN)          |                                                  |
| 22    | 36               | Крістіна Гавнхольт       | Чехія (CZE)             |                                                  |
| 23    | 40               | Лінда Зечірі             | Болгарія (BUL)          |                                                  |
| 24    | 46               | Озге Байрак              | Туреччина (TUR)         |                                                  |
| 25    | 47               | Ву Тхі Транг             | В'єтнам (VIE)           |                                                  |
| 26    | 49               | Наталя Пермінова         | Росія (RUS)             |                                                  |
| 27    | 53               | Дельфін Лансак           | Франція (FRA)           |                                                  |
| 28    | 56               | Жанін Чиконьїні          | Італія (ITA)            |                                                  |
| 29    | 57               | Марія Улітіна            | Україна (UKR)           |                                                  |
| 30    | 59               | Елізабет Бальдойф        | Австрія (AUT)           |                                                  |
| 31    | 60               | Нанна Вайніо             | Фінляндія (FIN)         |                                                  |
| 32    | 61               | Ліанне Тань              | Бельгія (BEL)           |                                                  |
| 33    | 63               | Сабріна Жаке             | Швейцарія (SUI)         | Перерозподілена квота в парному розряді          |
| 34    | 64               | Клої Мегі                | Ірландія (IRL)          | Перерозподілена квота в парному розряді          |
| 35    | 65               | Тельма Сантуш            | Португалія (POR)        | Перерозподілене запрошення тристоронньої комісії |
| 36    | 66               | Кейт Фу К'юн             | Маврикій (MRI)          | Африка                                           |
| 37    | 67               | Каті Толмофф             | Естонія (EST)           | Перерозподілене запрошення тристоронньої комісії |
| 38    | 70               | Лоайнне Вісенте          | Бразилія (BRA)          | Квота країни-господарки                          |
| 39    | 71               | Лаура Шароші             | Угорщина (HUN)          | Перерозподілене запрошення тристоронньої комісії |
| 40    | 73               | Чжень Сюаньюй            | Австралія (AUS)         | Океанія                                          |

### Парний розряд (жінки)
| Номер | Місце в рейтингу | Гравчині                 | Гравчині               | Країна                | Нотатки    |
| ----- | ---------------- | ------------------------ | ---------------------- | --------------------- | ---------- |
| 1     | 1                | Мацумото Місакі          | Такахасі Аяка          | Японія (JPN)          |            |
| 2     | 2                | Нітія Крішинда Махесварі | Ґрейся Полії           | Індонезія (INA)       |            |
| 3     | 3                | Тан Юаньтін              | Юй Ян                  | Китай (CHN)           |            |
| —     | 4                | Тянь Цін                 | Чжао Юньлей            | Китай (CHN)           |            |
| 4     | 5                | Хрістінна Педерсен       | Камілла Рюттер Юль     | Данія (DEN)           |            |
| 5     | 6                | Чон Гьон Ин              | Сін Син Чхан           | Південна Корея (KOR)  |            |
| 6     | 7                | Луо Їн                   | Луо Ю                  | Китай (CHN)           |            |
| 7     | 8                | Чан Є На                 | Лі Со Хі               | Південна Корея (KOR)  |            |
| 8     | 11               | Еф'є Мускенс             | Селена Пік             | Нідерланди (NED)      |            |
| 9     | 14               | Джвала Гутта             | Ашвіні Поннаппа        | Індія (IND)           |            |
| 10    | 15               | Габріела Стоєва          | Стефані Стоєва         | Болгарія (BUL)        |            |
| 11    | 17               | Путтіта Супаджиракул     | Сапсірі Таераттаначхаї | Таїланд (THA)         |            |
| 12    | 21               | Вівіан Ху Ка Мун         | Вень Кхе Вей           | Малайзія (MAS)        |            |
| 13    | 22               | Пун Лук Янь              | Се Ін Сют              | Гонконг (HKG)         |            |
| 14    | 23               | Карла Нельте             | Йоганна Голишевскі     | Німеччина (GER)       |            |
| 15    | 26               | Гетер Олвер              | Лорен Сміт             | Велика Британія (GBR) |            |
| 16    | 29               | Ева Лі                   | Пола Лінн Обанана      | США (USA)             | Панамерика |

### Змішаний розряд
| Номер | Місце в рейтингу | Гравець і гравчиня   | Гравець і гравчиня | Країна                | Нотатки    |
| ----- | ---------------- | -------------------- | ------------------ | --------------------- | ---------- |
| 1     | 1                | Чжан Нань            | Чжао Юньлей        | Китай (CHN)           |            |
| 2     | 2                | Тонтові Ахмад        | Ліліяна Натсір     | Індонезія (INA)       |            |
| 3     | 3                | Ко Сун Хюн           | Кім Ха На          | Південна Корея (KOR)  |            |
| 4     | 4                | Сюй Чень             | Ма Цзінь           | Китай (CHN)           |            |
| 5     | 5                | Йоахім Фішер Нільсен | Хрістінна Педерсен | Данія (DEN)           |            |
| 6     | 7                | Кріс Едкок           | Габріель Едкок     | Велика Британія (GBR) |            |
| 7     | 8                | Правін Джордан       | Деббі Сусанто      | Індонезія (INA)       |            |
| 8     | 10               | Чань Пен Сун         | Го Лю Їн           | Малайзія (MAS)        |            |
| 9     | 12               | Лі Чун Хей           | Чау Хой Ва         | Гонконг (HKG)         |            |
| 10    | 14               | Бодін Іссара         | Савітрі Амітрапай  | Таїланд (THA)         |            |
| 11    | 15               | Якко Арендс          | Селена Пік         | Нідерланди (NED)      |            |
| 12    | 16               | Міхаель Фухс         | Біргіт Міхельс     | Німеччина (GER)       |            |
| 13    | 17               | Роберт Матеусяк      | Надія Зіба         | Польща (POL)          |            |
| 14    | 18               | Кента Кадзуно        | Аяне Куріхара      | Японія (JPN)          |            |
| 15    | 27               | Філліп Чу            | Джеймі Субанді     | США (USA)             | Панамерика |
| 16    | 34               | Робін Міддлтон       | Леанне Чу          | Австралія (AUS)       | Океанія    |